# Aleppo Eyalet

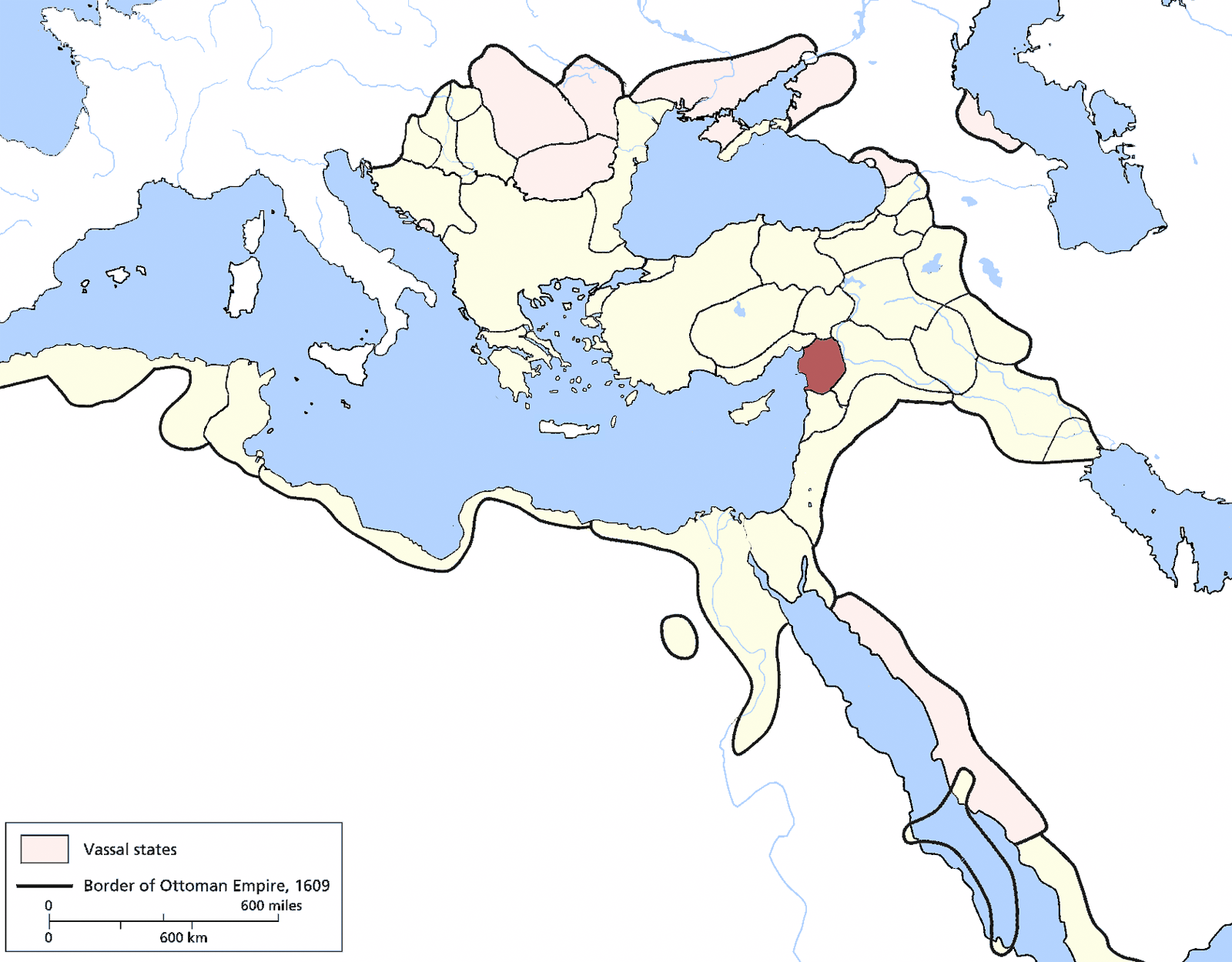
Eyaletet Aleppo i Osmanska riket år 1609

Aleppo Eyalet (osmansk turkiska: ایالت حلب,, Eyālet-i Ḥaleb) var en eyalet (provins) i Osmanska riket mellan 1534 och 1864.Huvudstad var Aleppo och ytan under 1800-talet uppskattades till 21 890 km².